# پیتر فرشت
پیتر فرشت (انگلیسی: Peter Frechette؛ زادهٔ ۳ اکتبر ۱۹۵۶) هنرپیشه اهل ایالات متحده آمریکا است. از فیلم‌هایی که وی در آن نقش داشته است، می‌توان به معجزه در سنت آنا، بدون عشق‌بازی کوچک و گریس ۲ اشاره کرد.